# بیور، لوکزامبورگ
بیور (به لوکزامبورگی: Biwer) یک شهرداری در استان گرونماخر کشور دوک‌نشین لوکزامبورگ است که ۲۳٫۱۴ کیلومترمربع مساحت دارد و جمعیت آن در سال ۲۰۱۱ میلادی ۱۶۳۸ نفر بوده‌است.

## بخش‌ها

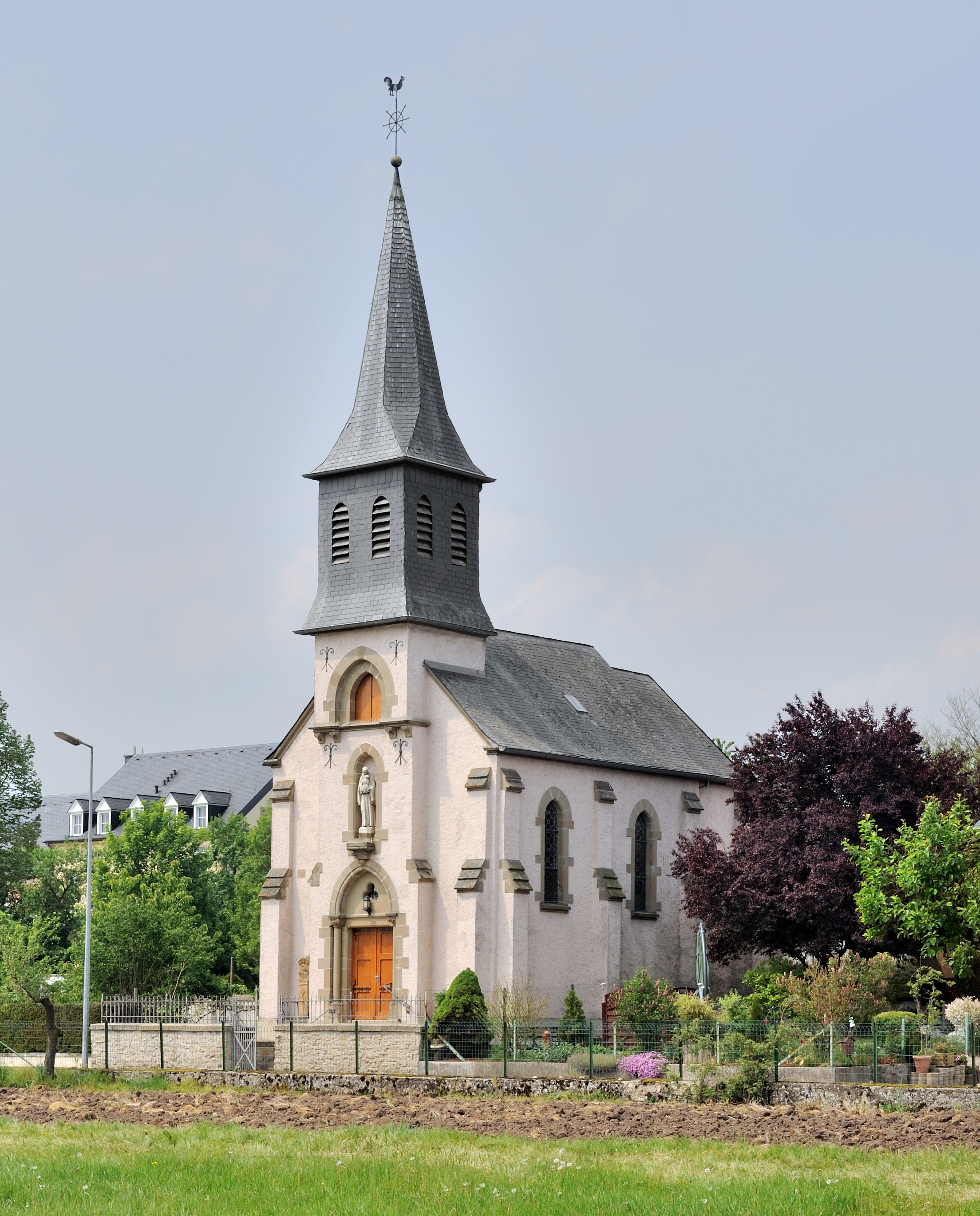
کلیسای بخش هاگلسدورف (Haastert)

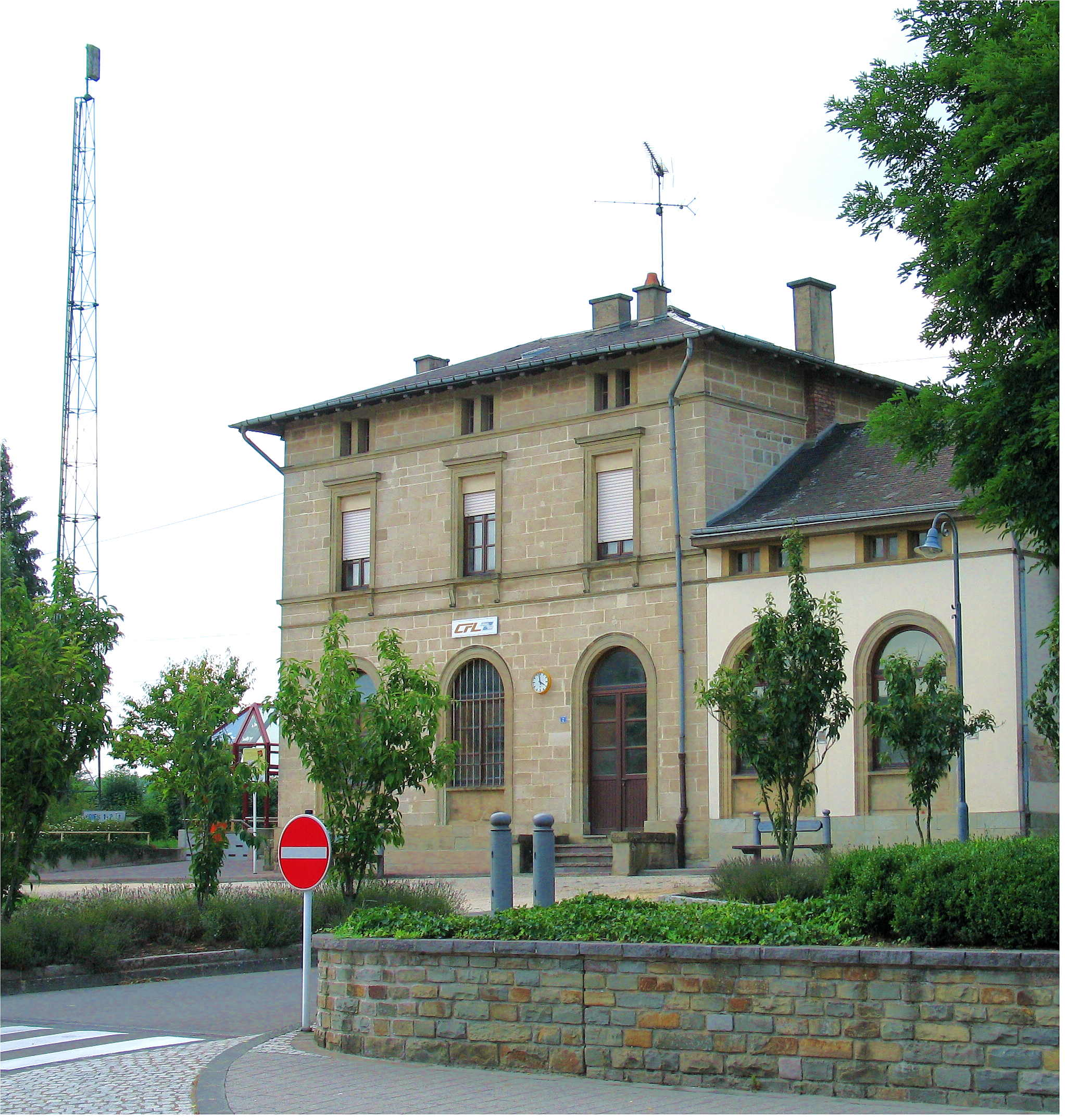
ایستگاه قطار وکر (Wecker)

شهرداری بیور دارای ۱۰ بخش می‌باشد که تحت نظارت اداری شهرداری بیور قرار دارد:
- بیور (Biwer)
- بیورباخ (Biwerbaach)
- براینرت (Breinert)
- بروخ (Bruch)
- بودلر (Buddeler)
- بودلرباخ (Buddelerbaach)
- هاگلسدورف (Haastert)
- وکر (Wecker)
- وکر-گر (Wecker-Gare)
- وایدیش (Weidig)